# Detlef Zillikens
Detlef Zillikens (* 15. Juli 1958 in Wesseling; † 19. September 2022) war ein deutscher Dermatologe sowie Universitätsprofessor und Direktor der Klinik für Dermatologie, Allergologie und Venerologie am Universitätsklinikum Schleswig-Holstein, Campus Lübeck. Er ist bekannt für seine Forschungsarbeiten zu verschiedenen blasenbildenden Autoimmundermatosen wie Pemphigus, Pemphigoiderkrankungen und Dermatitis herpetiformis Duhring.

## Leben
Zillikens studierte Humanmedizin an den Universitäten Bonn und Heidelberg sowie an der University of Illinois in Champaign-Urbana, USA. Nach einer zweijährigen chirurgischen Weiterbildung war er von 1988 bis 1992 als Wissenschaftlicher Assistent an der Universitäts-Hautklinik Würzburg tätig, wo er 1992 Oberarzt wurde. 1993 habilitierte er sich für das Fach Dermatologie und Venerologie an der Medizinischen Fakultät der Universität Würzburg zum Thema „Zelluläre und humorale Immunmechanismen in der Pathogenese von bullösem Pemphigoid und Pemphigus“. Von 1994 bis 1997 arbeitete er als Assistenzprofessor am Institut für Biochemie und im Forschungslabor der Klinik für Dermatologie des Medical College of Wisconsin in Milwaukee. 1997 nahm er seine Tätigkeit als Oberarzt an der Universitäts-Hautklinik Würzburg wieder auf. 2000 wurde er zum außerplanmäßigen Professor ernannt. 2002 folgte die Ernennung zum Universitäts-Professor für Dermatologie und Venerologie an der Universitäts-Hautklinik Würzburg. Seit 2004 war Zillikens Universitätsprofessor und Direktor der Klinik für Dermatologie, Allergologie und Venerologie am Universitätsklinikum Schleswig-Holstein, Campus Lübeck sowie seit 2013 Vizepräsident für Forschung der Universität zu Lübeck und Vorsitzender der Forschungskommission der Medizinischen Fakultät.
2004 erhielt Zillikens von der Kassenärztlichen Vereinigung Schleswig-Holstein persönliche Ermächtigungen für Untersuchungen zum Nachweis von Autoantikörpern im Serum und in der Haut von Patienten mit bullösen Autoimmundermatosen, bei Pemphigus, bullösem Pemphigoid, Schwangerschaftspemphigoid, Schleimhautpemphigoid, linearer IgA-Dermatose, Epidermolysis bullosa acquisita und Dermatitis herpetiformis Duhring.

## Wissenschaftlicher Beitrag
Bereits während seiner Assistenzarztzeit in der Hautklinik in Würzburg konzentrierten sich die wissenschaftlichen Arbeiten von Zillikens auf die Pathogenese von bullösen Autoimmunerkrankungen der Haut. Zillikens Untersuchungen während des Forschungsaufenthalts in den USA führten zur Charakterisierung eines immundominanten Abschnitts auf einem der häufigen Autoantigene bei bullösen Autoimmundermatosen (Typ XVII Kollagen/BP180) und legten die Grundlage für die Entwicklung eines ELISA zum Nachweis von Autoantikörpern bei Patienten mit Pemphigoid-Erkrankungen. Nach seiner Rückkehr nach Deutschland gelang seiner Arbeitsgruppe zunächst in Würzburg und später in Lübeck die Etablierung neuer und bislang einzigartiger Tiermodelle für bullöse Autoimmundermatosen, mit denen die klinischen und immunpathologischen Veränderungen der Patienten nachgestellt werden konnten. 2007 war Zillikens Gründungsmitglied des Exzellenzclusters „Inflammation an Grenzflächen“. Die Erforschung von blasenbildenden Autoimmundermatosen stellt einen wesentlichen Beitrag des Lübecker Campus zu diesem Exzellenzcluster dar. 2016 schloss sich Zillikens mit anderen am Campus Lübeck zum Thema „Entzündung an der Haut“ arbeitenden Wissenschaftler zum Center for Research on Inflammation of The Skin (CRIS) zusammen. Die ca. 140 Wissenschaftler dieses Zentrums erforschen unter Nutzung moderner Technologien die Forschung an chronisch entzündlichen Hauterkrankungen, insbesondere Pemphigoid-Erkrankungen, ANCA-assoziierte Vaskulitiden und systemischen Sklerodermien.
In seinen translationalen Arbeiten hat Zillikens, unter anderem basierend auf einem Patent, zur Entwicklung neuer Testverfahren zum Nachweis von Autoantikörpern bei Patienten mit bullösen Autoimmundermatosen beigetragen.

## Mitgliedschaften in wissenschaftlichen Vereinigungen
Seit 2012 war Zillikens gewähltes Mitglied des Fachkollegiums Medizin der Deutschen Forschungsgemeinschaft. Hier arbeitete er in der Sektion „Entzündungsmedizin“ mit und seit 2016 auch in der Ad-hoc-Kommission für Forschergruppen, Klinische Forschergruppen und Reinhart Koselleck-Projekte. Zillikens arbeitete in mehreren von der Deutschen Forschungsgemeinschaft geförderten Forschungsverbünden mit. Er ist Gründungsmitglied des Exzellenzclusters 306 „Inflammation at Interfaces“ und war seit dessen Förderung im Jahr 2007 Mitglied des Vorstands. Seit 2011 war er außerdem Sprecher des Graduiertenkollegs 1727 „Modulation von Autoimmunität“ und seit 2015 Sprecher der translational arbeitenden Klinischen Forschungsgruppe 303 „Pemphigoiderkrankungen - Molekulare Mechanismen und deren therapeutische Beeinflussung“. Zillikens war Mitglied in zahlreichen nationalen und internationalen wissenschaftlichen Vereinigungen.

## Ehrungen und Auszeichnungen
2012 wurde Zillikens von der American Dermatological Association zum internationalen Ehrenmitglied ernannt, 2015 zum Adjunct Visiting Professor des Kasturba Medical College, Manipal University, Indien.

## Publikationen
- Publikationsliste pubmed